# درازة
الدرازة  هي «حرفة صناعة الثوب» في المغرب وأصلها أندلسي  وهي ترتبطا أساسا بمادة الصوف، وهي حرفة من الحرف التقليدية التي احتضنها قطاع النسيج الذي اشتهرت به مدينة سلا ويُتنافس من خلالها في الإتقان. عرفت هذه الحرفة ازدهارا كبيرا، وزينت بأبهى حللها الجلباب والأغطية الصوفية المنسوجة والمزينة بأجود الخيوط. إلا أن هذه الحرفة عرفت تراجعا بسبب عزوف الشباب عن تعلم الحرفة لأنها تتمحور على صنع الجلباب، وبسبب تطور الآلات التي بدأت تصنع الدرازة، وارتفاع أثمنة المواد الأولية وضعف التغطية الإعلامية لحث المواطنين على الإقبال عليها.

## تعريفها
يمكن تعريف «الدرازة» على أنها حرفة تقليدية ترتبطا أساسا بمادة الصوف وتنتج ما يسمى «الخرقة» الذي هو عبارة عن ثوب صوفي تصنع منه «الجلا‌بة». 
سُمى مكان الحياكة باسم «الدراز» الذي هو محرف عن «الطرز» وفي لسان العرب نجد الدرازة من الدرز، والدرز أي الثوب وبنو درز الخياطون والحاكة والدرازة حسب هذا حرفة تجمع بين غزل ونسج الصوف وتحويلها إلى خيوط ونسج الخيوط لتتحول إلى ثوب «الخرقة» وتحويل الخرقة إلى جلا‌بة –حايك- منديل- أو بطانية.

## أدواتها
- «المرمة»: الآ‌لة الأ‌ساسية للدراز وهي عبارة عن آلة خشبية تُطوى فيها خيوط الصوف ويثم تثبيت هذه الآ‌لة بواسطة أربع أرجل خشبية، ومن أعلاها بقطع خشبية تسمى «القبة»، ويتوسطها «المنسج» وهو وسيلة مصنوعة من خيط «النيلو» حيث اشتق هذا الا‌سم من النسيج لأ‌نه يقوم بنسج الخيوط ومنحها مسارها الطبيعي. ووراء «المنسج» نجد «الدف» وهو عبارة عن قطعة خشبية تكون غالبا من شجر الا‌رز وتتوسطه «الشفرة» وهي مجموعة من القصب الرقيق.
- «المطوى»: سُميت بذلك لأ‌نها تُطوى عليها قطع الثوب الصوفية التي ينتج «المعلم» وهي نوعين: «المطوى الأمامية» وتكون ملفوفة بالخيوط، و «المطوى التانية» وهي التي يطوى عليها «القيام». [6]
- «المفتل»: هو عصى قد يصل طوله إلى متر واحد وظيفته أن يوضع في ثقب يوجد «بالمطوى الأمامية» والتي تسهل عملية النسج.
- «النزق» أو «المكوك الطائر»: والذي بواسطته تتم عملية نسج الطعمة، وفيه عدة أنواع.
- «الناعورة»: والتي بواسطتها يُلف خيط السدى أو الطعمة على الجعاب.
- «المكبة» أو «السفيحة» أو «شاريو الروح»: وهي أداة ترتب الخيوط.
- «الجباد»: وهي أداة تستعمل فوق الثوب أثناء عملية النسج.
- «السارق»: يصلح لإ‌دخال خيوط السدى في نيرات المنسج.
- «الجعاب»: تسهل عملية مرور «النزق».
- ونجد لوحتين صغيرتين على شكل فرامل.
- «المقص»: الذي يقطع به الثوب بعد انتهاء اعداده. [6]

## صناعتها
الدرازة والنسيج هي طريقة لإنتاج القماش، حيث تكون هناك مجموعتان منفصلتان من الخيوط موضوعة بزوايا قائمة، ثم تُجمع لتشكيل النسيج، ويُسمى التحام الخيوط المتشابكة مع بعضها البعض بـ«الدرع»، وتُصنع المنسوجات من القماش، أو الحرير، أو القطن، ويكون النسيج بلون واحد أو مع زخرفة فنية ملفتة.

## الحرف المتفرعة عن حرفة النسيج
تتفرع عن حرفة النسيج في الوسط المغربي التقليدي مجموعة من الحرف التقليدية: 
- غزل الصوف والمواد الأولية المختلفة
- نسيج الزرابي
- نساج الحايك والخرقات المختلفة
- نساج الحنبل
- ساج الحنديرة
- الدراز
- صباغ الصوف والمواد الأخرى
- صباغ الخيوط
- خياط البدلة
- خياط الأفرشة
- خياط الجلباب
- خياط القفطان
- خياط الجبادور

## المشاكل التي تعترض حرفة الدرازة
مشاكل حرفة الدرازة كثيرة ومتنوعة ومتعددة، منها عدم الاهتمام بهذه الحرفة من طرف الساهرين على شؤون الصناعة التقليدية مما سيؤثر عليها سلبيا، وربما ستختفي أو ندثر في المستقبل، وحرفة الدرازة تحتاج إلى العناية والاهتمام. 